# Глајсенберг
Глајсенберг (њем. Gleißenberg) општина је у њемачкој савезној држави Баварска. Једно је од 38 општинских средишта округа Кам. Према процјени из 2010. у општини је живјело 903 становника. Посједује регионалну шифру (AGS) 9372128.

## Географски и демографски подаци
Глајсенберг се налази у савезној држави Баварска у округу Кам. Општина се налази на надморској висини од 419 метара. Површина општине износи 15,4 km². У самом мјесту је, према процјени из 2010. године, живјело 903 становника. Просјечна густина становништва износи 59 становника/km².